# 東風冰川
東風冰川（英語：Eastwind Glacier）是南極洲的一座冰川，位於羅斯島東南部，流經特羅爾山，與特羅爾山匯流後注入福格灣，以美國海岸防衛隊的破冰船命名，現時由南極條約體系管理。